# Parastrangalis nakamurai
Parastrangalis nakamurai là một loài bọ cánh cứng trong họ Cerambycidae.